# Baselga di Piné
Baselga di Piné és un municipi italià, dins de la província de Trento. L'any 2007 tenia 4.759 habitants. Limita amb els municipis de Bedollo, Fornace, Lona-Lases, Palù del Fersina, Pergine Valsugana, Sant'Orsola Terme, Segonzano, Telve i Valfloriana.

## Administració
| Període | Identitat    | Partit        |
| ------- | ------------ | ------------- |
| 2005-   | Sergio Anesi | Llista cívica |